# استخدام مزدوج
الاستخدام المزدوج أو منتجات الاستخدام المزدوج أو الثنائي (بالإنجليزية: dual use)‏، هي صفة تطلق على بعض المنتجات الصناعية التي يمكن في نفس الوقت أن تستعمل في ميادين مدنية أو في مجالات عسكرية.
غالبا ما يكون تصدير منتجات الاستعمال الثنائي خاضعا لقوانين ورقابة خاصة، حيث يتم حظر تصدير هذه المتجات إلى بلدان معينة. فجهاز الطرد المركزي مثلا يمكن استعمالها في المجال الطبي ويمكن استعماله لتصنيع اليورانيوم المخصب. وأعمدة الغرافيت يمكن استعمالها لضبط أو التحكم في المفاعلات النووية أو استعمالها في مجالات مدنية وغيرها من الأمثلة. البلدان المدرجة في بعض القوائم لا يمكنها الحصول على هذه المنتجات ومن هذه القوائم قائمة مجلس التنسيق للتجارة العالمية والتي حل محلها سنة 1996 اتفاق فاسنر حول مراقبة تصدير الأسلحة التقليدية ومنتجات وتقنيات الاستخدام الثنائي
. بالنسبة للإتحاد الأوروبي ينضم المنشور رقم 2004/1504/EG والصادر في 30 سبتمبر 2004 تصدير هذه المنتجات.